# Okręgowe rozgrywki w piłce nożnej woj. warmińsko-mazurskiego (2012/2013)

## Ekstraklasa - III liga
Drużyny z województwa warmińsko-mazurskiego występujące w ligach centralnych i makroregionalnych:
- Ekstraklasa - brak
- I liga – Stomil Olsztyn
- II liga – Olimpia Elbląg, Concordia Elbląg
- III liga – Huragan Morąg, Mrągovia Mrągowo, Start Działdowo, Motor Lubawa, MKS Korsze, Granica Kętrzyn, Olimpia 2004 Elbląg, Płomień Ełk, Sokół Ostróda

## IV liga
| Poz. | Klub                         | M  | Pkt. | Bramki |
| ---- | ---------------------------- | -- | ---- | ------ |
| 1    | Barkas Tolkmicko             | 30 | 81   | 93-12  |
| 2    | Znicz Biała Piska            | 30 | 71   | 98-31  |
| 3    | Rominta Gołdap               | 30 | 64   | 59-28  |
| 4    | GKS Wikielec                 | 30 | 59   | 62-32  |
| 5    | Pisa Barczewo                | 30 | 52   | 60-40  |
| 6    | Stomil II Olsztyn            | 30 | 41   | 58-54  |
| 7    | Omulew Wielbark              | 30 | 38   | 35-41  |
| 8    | Mamry Giżycko                | 30 | 36   | 45-65  |
| 9    | DKS Dobre Miasto             | 30 | 35   | 30-47  |
| 10   | Vęgoria Węgorzewo            | 30 | 34   | 48-65  |
| 11   | Drwęca Nowe Miasto Lubawskie | 30 | 33   | 47-54  |
| 12   | Zatoka Braniewo              | 30 | 31   | 36-61  |
| 13   | Start Nidzica                | 30 | 28   | 37-64  |
| 14   | Orzeł Janowiec Kościelny     | 30 | 25   | 42-72  |
| 15   | Polonia Iłowo                | 30 | 24   | 27-70  |
| 16   | Błękitni Pasym               | 30 | 19   | 33-74  |

## Klasa okręgowa

### grupa I
- awans: Victoria Bartoszyce, Mazur Ełk
- spadek: Zryw Jedwabno

### grupa II
- awans: Olimpia Olsztynek, Warmiak Łukta
- spadek:Dąb Kadyny

## Klasa A
- grupa I:
  - awans: Śniardwy Orzysz
  - spadek: brak
- grupa II:
  - awans: Zalew Frombork
  - spadek: Victoria Rychliki
- grupa III:
  - awans: Fortuna Dorotowo Gągławki
  - spadek: Strażak Gryźliny
- grupa IV:
  - awans: Radomniak Radomno
  - spadek: Tessa Tuszewo

## Klasa B
- grupa I - awans: Fala Warpuny
- grupa II - awans: Gmina Braniewo
- grupa III -awans: KS Mroczno-Grodziczno
- grupa IV - awans: LZS Różnowo
- grupa V - awans: Pisa II Barczewo

## Wycofania z rozgrywek
Kormoran Ruszkowo, Zalew Kamińsk, Barkas II Tolkmicko, Ikader Redaki, Saturn Sławka Wielka, Kormoran Lutry, Iskra Dywity, Hetman Baranowo, WKS Dąbrówka Wielka, Orzeł Przezmark, ZKS Olimpia Elbląg, Tempo Wipsowo, Olimpia 2004 Elbląg, Olimpia 2004 II Elbląg, Perkun Orżyny

## Nowe zespoły
LZS Świątki-Skolity, Barkas II Tolkmicko, LKS Spręcowo, Czereś Sport Olsztyn, Perkun Orżyny, Żagiel Piecki, Sparta Kwietniewo